# Вторжение Турции в Иракский Курдистан (2007—2008)
Вторже́ние Ту́рции в Ира́кский Курдиста́н (2007—2008) — серия военных операций Турции на территории Ирака (Южного Курдистана) против Рабочей партии Курдистана.
Кодовое название — Опера́ция «Со́лнце» (тур. Güneş Harekatı).

## Предыстория
В октябре 2007 года боевики Рабочей партии Курдистана провели нападения на турецких военных в Турции из приграничных районов Ирака. В одном случае турецкое подразделение попало в засаду и потеряло 13 человек убитыми. В ответ на это Турция стянула к границе около 50—60 тысяч военных. ВВС Турции нанесли несколько ударов с воздуха по базам РПК, находящихся возле границы с Ираком, а турецкий спецназ несколько раз пересекал границу Ирака для проведения операций, однако широкомасштабное вторжение на территорию Ирака турецкие власти не осуществляли.
Регулярные бомбардировки и обстрелы Южного Курдистана начались после одобрения 17 сентября парламентом Турции законопроекта, разрешающего в течение года использовать армию страны для проведения операций за пределами республики.

## Предварительные операции
16 декабря авиация Турции нанесла бомбовые удары самолётами F-16 по позициям Рабочей Партии Курдистана. Воздушная операция проводилась в течение трёх часов, с 01:00 турецкого времени (UTC+02:00) по 04:15 в районах Зап, Аясин и Хакурк. По данным иракской стороны в ходе этого налёта была убита женщина. О потерях боевиков КРП не сообщалось. Наряду с авиацией в операции на сопредельной территории использовалась тяжёлая артиллерия сухопутных войск, которая наносила массированные удары по ранее выявленным целям.
По данным турецких военных, численность боевиков КРП в Южном Курдистане составляет около 3500. Численность объединённых сил армии Турции, стянутых к турецко-иракской границе, составляет около 100 тысяч солдат и офицеров.
По официальным данным 18 декабря 2007 года войска Турции начали вторжение в Южный Курдистан (северный Ирак), под предлогом проведения контртеррористической операции против членов КРП. Вооружённые силы Турции численностью более 300 человек пересекли границу с Ираком в районе гор Галераш и продвинулись вглубь страны на 2—3 километра, не встречая сопротивления. Операция длилась около 15 часов.
4 января турецкие ВВС нанесли бомбовые удары по 70 курдским объектам в Южном Курдистане. По заявлению турецких военных никто из мирных жителей не пострадал. В авианалёте приняло участие 5 самолётов. Турецкая авиация разбомбила несколько укрытий в районе Авазин-Басяна и Хакурка

## Вторжение
Вечером 21 февраля турецкая армия приступила к проведению наземной военной операции против баз курдских боевиков в Южном Курдистане. Вторжению подразделений сухопутных войск на территорию Ирака предшествовала артиллерийская и воздушная подготовка. В течение восьми часов артиллерия и ВВС Турции наносили удары по базам Курдской рабочей партии (КРП). Через час после завершения артподготовки 10 тысяч турецких солдат вошли в Ирак. За первые два дня боев турецкой армии удалось уничтожить десятки курдских боевиков. Один из лидеров боевого крыла Рабочей партии Курдистана Бахоз Эрдал призывал курдов, проживающих в Турции, к вооружённому восстанию против турецких властей, чтобы остановить вторжение в Южный Курдистан:

Если они хотят уничтожить нас, то наша молодежь должна сделать жизнь в турецких городах невыносимой.
Спустя два дня после начала сухопутной операции турецких войск из Южного Курдистана было выведено первое турецкое военное подразделение. Конвой из почти 100 грузовиков проследовал из Ирака в уезд Чукурджа провинции Хаккяри около 19:30 местного времени. Тем временем в ходе наземной операции к 25 февраля турецкой армии удалось продвинуться на 25 километров вглубь Южного Курдистана, где расположены опорные базы РПК. За первые три дня боев с момента начала операции было убито 153 вооружённых члена Курдской рабочей партии и 17 турецких военнослужащих
24 февраля в ходе боёв курдские боевики сбили турецкий военный вертолёт. Анкара подтвердила факт падения вертолёта в районе боевых действий, заявив, что инцидент произошёл по «неизвестным причинам».

## Последствия
29 февраля Турция объявила о завершении наземной операции на территории Ирака. «Было решено, что цели операции достигнуты, и утром 29 февраля наши войска вернулись на свои базы», — говорится в пресс-релизе турецкого Генерального штаба. По предварительным данным, к 28 февраля в ходе боевых действий погибли 27 турецких военнослужащих и ополченцев. По данным турецких военных, было уничтожено около 240 курдских боевиков (без учёта результатов воздушных бомбардировок), по данным США — 724. Военное командование предупредило, что в случае необходимости турецкие военные могут быть вновь направлены на север Ирака (в Южный Курдистан).